# El Calabozo, Guanajuato
El Calabozo är en ort i Mexiko.   Den ligger i kommunen Salamanca och delstaten Guanajuato, i den centrala delen av landet, 250 km nordväst om huvudstaden Mexico City. El Calabozo ligger 1 720 meter över havet och antalet invånare är 357.
Terrängen runt El Calabozo är huvudsakligen platt, men åt nordost är den kuperad. Runt El Calabozo är det ganska tätbefolkat, med 185 invånare per kvadratkilometer. Närmaste större samhälle är Salamanca, 4,1 km nordväst om El Calabozo. Trakten runt El Calabozo består till största delen av jordbruksmark.